# Flugplatz Kufstein-Langkampfen

i7
i11
i13
Der Flugplatz Kufstein-Langkampfen (ICAO-Code: LOIK) ist ein österreichischer Flugplatz in unmittelbarer Nähe der Stadt Kufstein. Der Flugplatz liegt im Ortsteil Schaftenau der Gemeinde Langkampfen, direkt an der L 211.

## Geschichte
Die ersten Segelflugversuche in Kufstein wurden zu Beginn der 1930er-Jahre gemacht. Piloten von damals haben mit viel Pioniergeist und Wagemut die ersten Schritte zur Fliegerei in Kufstein gesetzt.
Aus dem Kreis der heimischen Flugpioniere ragte bald der junge Ingenieur Alois Hasenknopf hervor, der in Kufstein und Umgebung den Geheimnissen des Aufwindes nachspürte. Anfängliche Erprobungsflüge, die oft nicht mehr als „Hupfer“ waren, wurden auch in Niederndorf am Hang des sogenannten „Gratlwirts-Glifts“ gestartet. Dieses Gelände sollte für die Entwicklung des Segelfluges in Kufstein von Bedeutung werden, da dort 1938 eine Segelflug-Übungsstelle des ehemaligen NS-Fliegerkorps eingerichtet wurde, die vor allem auf den Erfahrungen von Alois Hasenknopf aufbaute. Sie wurde auch während der Kriegszeit als Ausbildungsstätte genutzt. Die tristen Jahre nach Kriegsende 1945 zerstörten jedoch zunächst den Traum vom Segelfliegen.
Erneut jedoch war es Ing. Hasenknopf, der durch seine Zielstrebigkeit erreichte, dass in Kufstein der Segelflugsport wieder ausgeübt werden konnte – zu Beginn unter der Kontrolle der französischen Besatzungsmacht. Das Flugfeld befand sich damals unter den Schanzer Wänden beim „Hoader Bauern“ zwischen Ebbs und Kufstein.
1950 gründete Alois Hasenknopf als Obmann offiziell den Kufsteiner Segelflieger-Club. Bis 1970 entwickelte sich der Verein und der Flugbetrieb auf den Kufsteiner Sparchner Feldern prächtig. Die stetige Verbauung des stadtnahen Gebietes ließ eine weitere Nutzung als Segelflugplatz jedoch nicht mehr länger zu und der Flugbetrieb musste eingestellt werden.
Die Jahre des fliegerischen Wanderns konnten 1975 beendet werden, als die Zulassung für den neuen Segelflugplatz Kufstein-Langkampfen erteilt wurde. Die geografische Lage des neuen Flugplatzes im Gemeindegebiet Langkampfen ließ einen Windenschlepp nicht mehr zu, sodass auf den Flugzeugschlepp umgestellt werden musste.
Seither findet am Platz Segelflug, Motor-Seglerflug, F-Schlepp und der Betrieb von VLA-Flugzeugen statt.

## Flugzeugpark
Der Flugzeugpark wird beständig modernisiert, wobei neben den fliegerischen und technischen Aspekten besonderes Augenmerk auf geringe Umwelt – und Lärmbelastung gelegt wird.  Mit sieben Segelflugzeugen, einem Motorsegler und drei Motorflugzeugen steht den Mitgliedern des Vereins eine moderne Flotte zur Verfügung.

## Flugschule
Die ehrenamtlichen Fluglehrer des Fliegerclubs Kufstein/Langkampfen unterrichten Fluganfänger mit dem Ziel einer fundierten Ausbildung sowohl im Segelflug als auch im Motorflug.